# Dalmatin
Dalmatin je populární psí plemeno původem z Chorvatska. Je uznané Mezinárodní kynologickou federací (FCI), která jej řadí do 6. skupiny. Číslo oficiálního standardu je 153.

## Původ

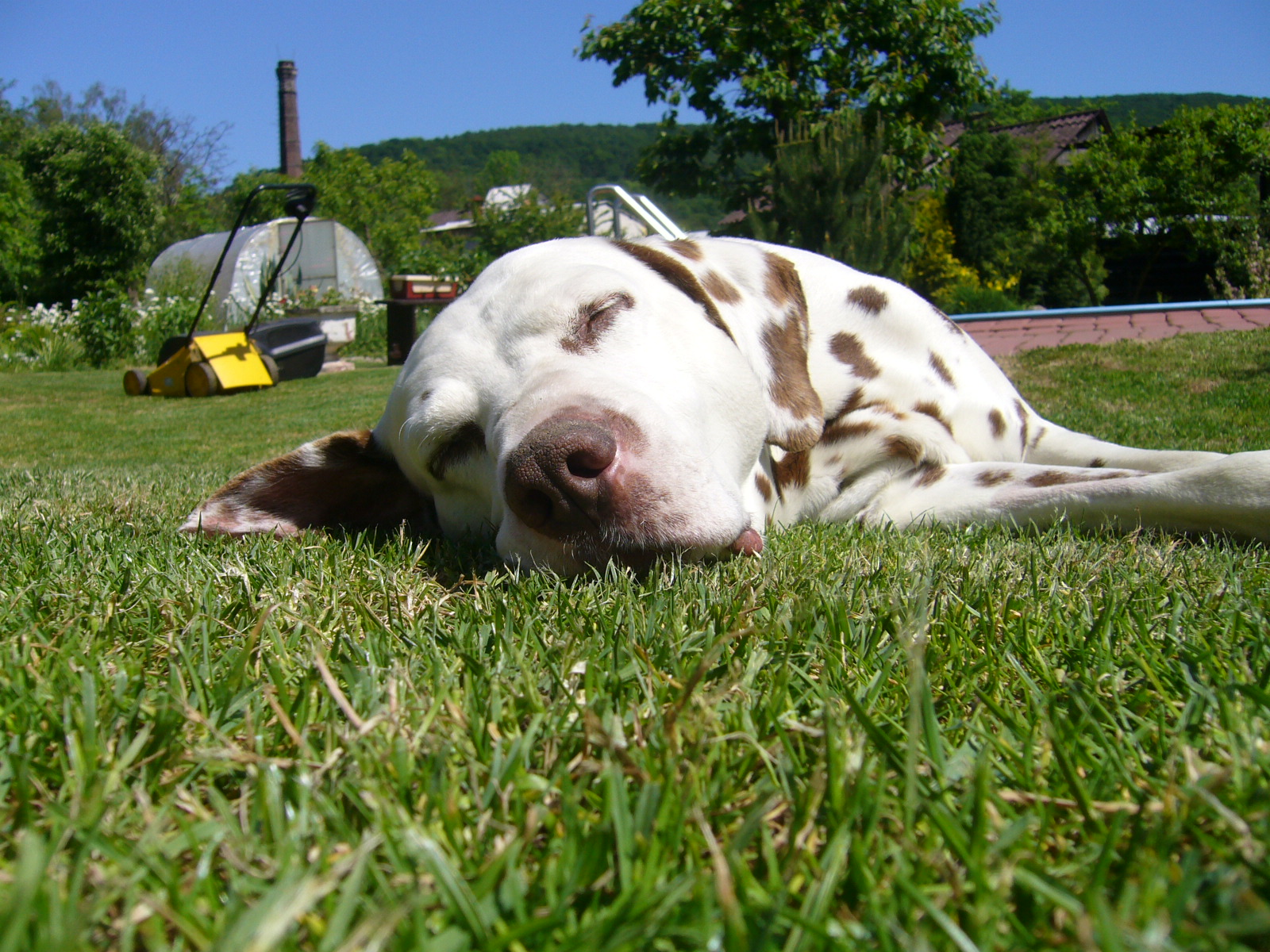

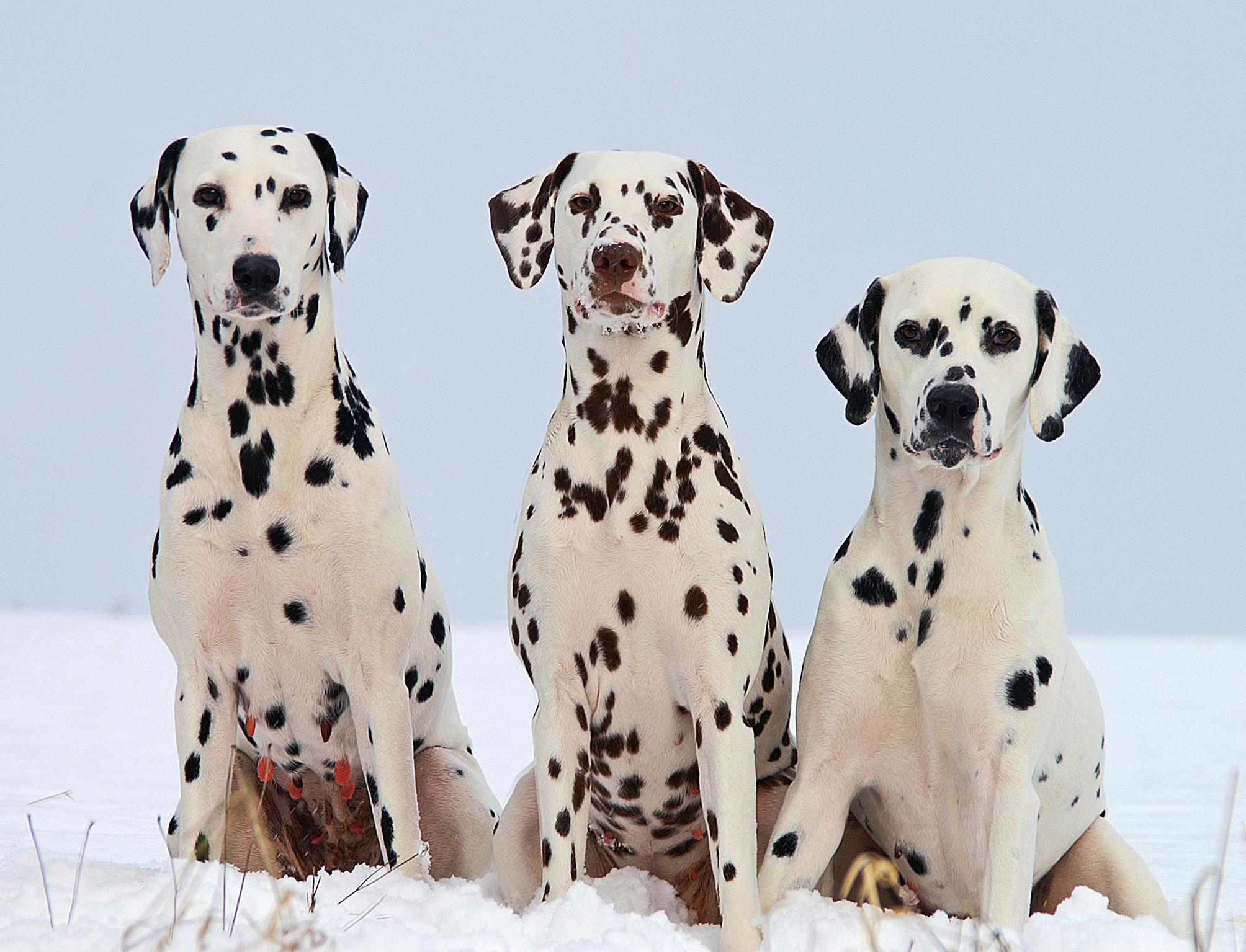
Tři dalmatini s různě rozmístěnými skvrnami

Dalmatin patří mezi nejstarší známá plemena, existující několik tisíc let – na nástěnných malbách hrobek egyptských faraonů se objevují vzhledově stejní psi, avšak s postavou chrta; je možné, že už tito psi se podíleli na vzniku plemene dalmatin. Církevní kroniky ze 14. století a z roku 1719 naznačují s velkou mírou pravděpodobnosti, že dalmatin pochází z východního středomoří, pravděpodobně z Dalmácie (Chorvatsko), odkud se rozšířil po Evropě vodní cestou - britští námořníci si ho tak oblíbili, že si ho přivezli do Spojeného království. Tam se tito psi hned stali oblíbeným plemenem šlechty. V pesachové hagadě ze 14. století, která je uložena v manchesterské univerzitní knihovně Johna Rylanda, je malá ilustrace z lovecké scény, v níž dalmatin, který symbolizuje dominikány, coby představitele inkvizice, pronásleduje zajíce, symbolizujícího Židy. První obrazy, představující tyto psy, jsou z dílny italských malířů 16. století, do roku 1710 lze datovat fresku s vyobrazením dalmatina v klášteře Zaostrog (Dalmácie). V díle jistého Thomase Bewicka, které bylo vydáno v roce 1792, se nalézá popis a kresba dalmatina; Bewick tohoto psa nazývá „dalmatin“ anebo „kočárový pes“. První standard byl vydán v roce 1860.

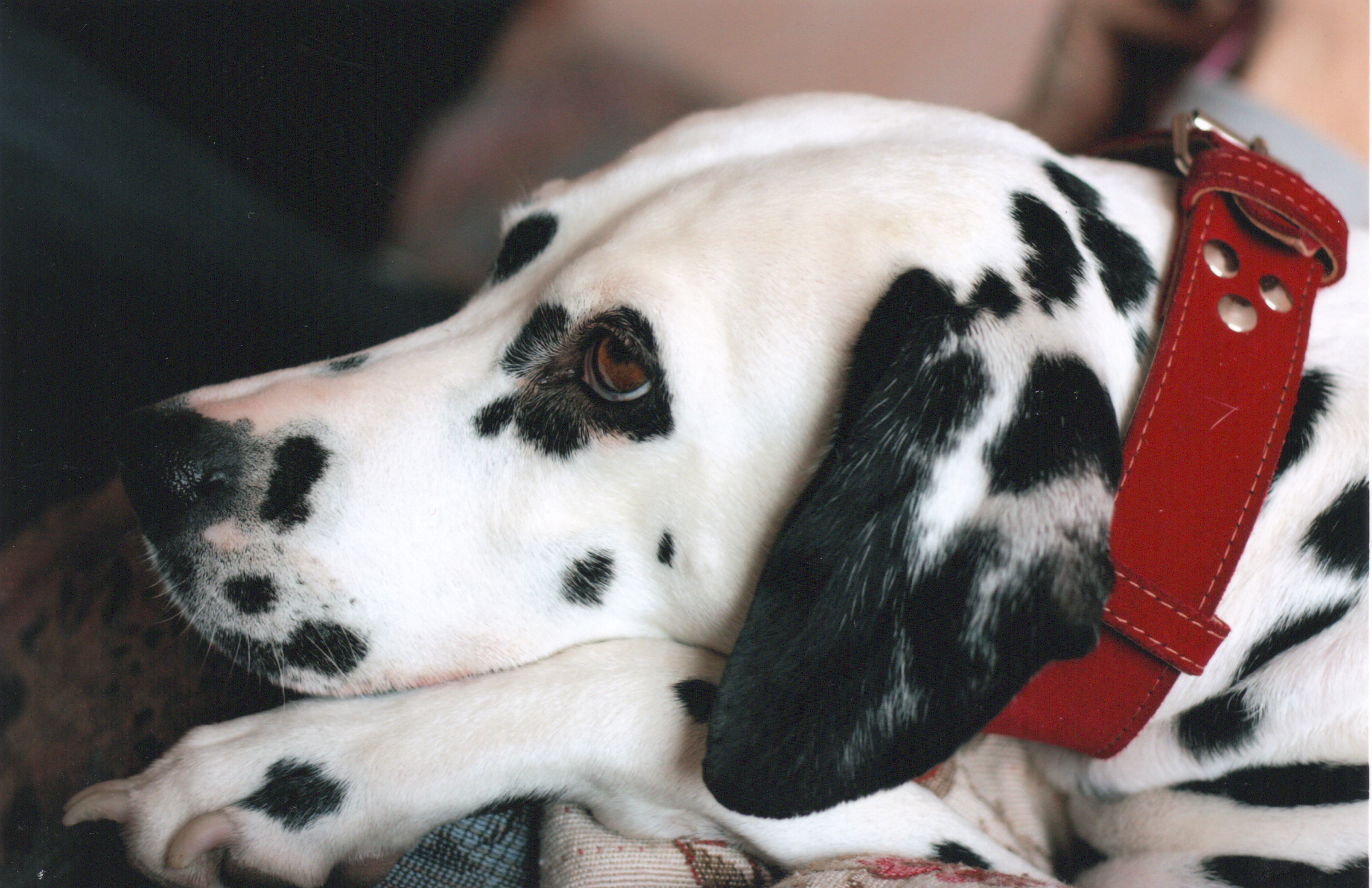

### Chov dalmatinů v Česku
V nepatrném počtu se v Česku s dalmatinem setkáváme i v době mezi první a druhou světovou válkou. Po první světové válce byl u nás jediný chovatel dalmatinů a to továrník Manek z Jablonce nad Nisou. Po druhé světové válce zde zbylo dalmatinů jen velmi málo. V roce 1946 se několik černě a hnědě tečkovaných dalmatinů objevilo ještě na výstavě v Liberci, ale již naposled. Dalších více než deset let trvalo, než se to změnilo.
To se stalo 26. dubna 1969, kdy Miloš Synek dovezl ze Záhřebu dalmatina. Krátce nato přivezla Anna Šatrová dalšího psa z Anglie. V roce 1970 byl pak založen první český klub, nazvaný Klub chovatelů dalmatinů a to přesto, že se v Česku nacházeli jen dva psi. Ještě téhož roku sem ale byly přivezeny další dvě hnědě tečkované feny.

## Vzhled
Dalmatin je středně velké až velké plemeno. Výjimečný je zbarvením srsti – je bílý s hnědými nebo černými skvrnami. Chlupy jsou krátké a tvrdé, srst hustá a lesklá. Štěňata se rodí bez skvrn, ty se na těle objevují až desátý nebo čtrnáctý den od narození. Psi s černými skvrnami mají tmavohnědé oči a psi s hnědými skvrnami mají oči jantarově zbarvené.

## Povaha

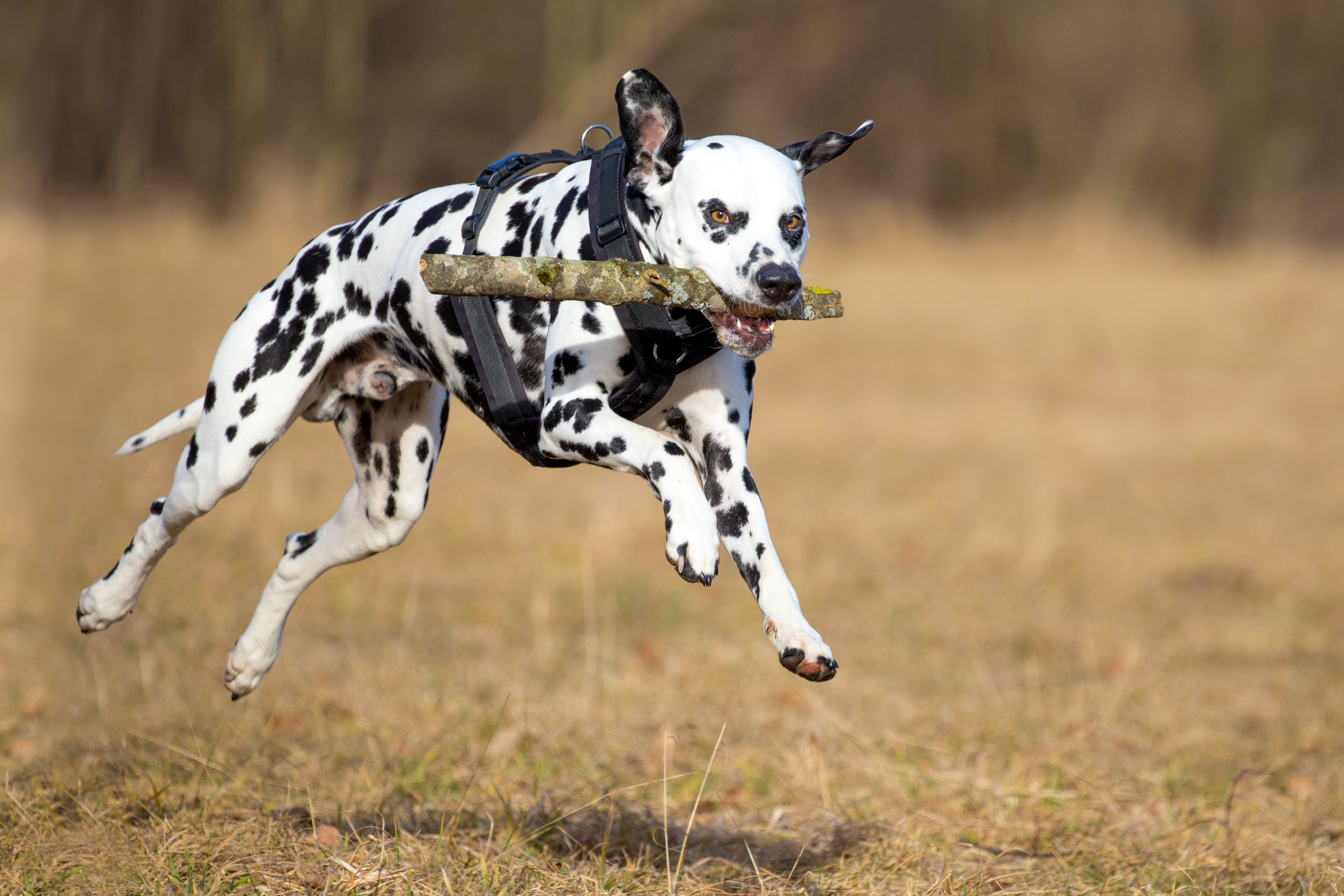
Dalmatin při aportování

Dalmatin je pes přátelské a dobromyslné povahy. Díky svému temperamentu je vhodný pro aktivní lidi a svým přátelským vztahem k dětem také jako rodinný pes. Je velmi inteligentní a učenlivý. Majiteli nebo rodině je plně oddaný a loajální, nikdy by jim úmyslně neublížil. Je aktivní a mrštný. V jeho chovu se většinou upřednostňuje lovecký výcvik před klasickým, takže má dobře vyvinuté lovecké pudy a rád pronásleduje nebo stopuje zvěř.
K dětem je přátelský, ať už patří do jeho "smečky" nebo ne. Avšak majitelé musejí svého dalmatina dobře hlídat, pokud si jejich dítě hraje s někým jiným. Dětskou hru by mohl dalmatin pochopit jako napadení a mohl by "svoje" dítě začít bránit.
S ostatními zvířaty vychází dobře, ať už s drůbeží nebo koňmi. Je vhodné jej chovat ve větší smečce, pokud budeme schopni všem jejím členům poskytnout mnoho pohybu, který dalmatin potřebuje.

## Častá onemocnění
Dědičná hluchota — častým dědičným onemocněním je dědičná hluchota, která je vedlejším účinkem genu způsobující bílou srst. Psi, kteří mají modré oči, jsou z chovu vylučování právě proto, že nosí geny dědičné hluchoty.
Močové kameny — dalmatini jsou oproti ostatním psím plemenům náchylnější k močovým kamenům. Může to způsobovat krmení, nízký příjem vody nebo zánět močových cest.
ARDS — onemocnění dýchacího aparátů postihující psy již v nízkém věku. Touto nemocí může trpět i člověk a podobné příznaky byly jako jediné zatím zaznamenány jen u dalmatinů. 100% funkční lék zatím nebyl vynalezen a jedná se spíše jen o dohady.